# یکشنبه (فیلم ۲۰۰۸)
«یک‌شنبه» (انگلیسی: Sunday) فیلمی به کارگردانی روهیت شتی است که در سال ۲۰۰۸ منتشر شد. از بازیگران آن می‌توان به اجی دیوگن و عرفان خان اشاره کرد.